# موسيقى عربية
الموسيقى العربية موسيقى مستقلة وعلى قيد الحياة لديها تاريخ طويل من التفاعل مع العديد من الأنماط الموسيقية في الأقاليم الأخرى والأنواع، وهي مزيج من موسيقى شعوب العالم العربي اليوم كما في المجالات الفنية الأخرى.
كما أن العرب ترجموا وطوروا النصوص والأعمال الموسيقية الإغريقية وأتقنوا النظريات الموسيقية الإغريقية.

## التاريخ

### فترة ما قبل الميلاد
يرجع أقدم ذكر للموسيقى العربية في المصادر إلى نقش من القرن السابع قبل الميلاد والمخصص للملك آشوربانيبال يذكر أن الأسرى العرب كان يقضون وقتهم بالغناء والموسيقى. ويذكر النقش بأن الملك الآشوري آشوربانيبال وصحبته قد استمتعوا بغناء وموسيقى يؤديها هؤلاء الأسرى العرب، ويكمل النقش بأن الجمهور قد أعجبه ذلك الأداء وطالب بالمزيد. ومن المعروف بأن آشورانبيال ضم ما هو الآن جنوب العراق ومملكة عيلام بسنة  648 ق.م. وكان من ضمن من واجهه بذلك الغزو العرب ومملكتهم في دومة الجندل تحت إمرة الملكة عطية وزوجها الملك العربي يثع الذي أسر بالمعركة وربما قد يكون هؤلاء الأسرى نتيجة لتلك الاشتباكات. على أي حال، لم يحفظ التاريخ أي مقطوعات موسيقية عربيّة من تلك الحقبة.

### فترة ما قبل الإسلام
كانت الموسيقى في الشعر الجاهلي لا تعدو الترنّم في الشعر أما الآلات الموسيقية فما كان لها أثرها البارز في تاريخ الموسيقى العربية في العصر الجاهلي إذ كان عربي ذلك الزمان يؤثر سماع الغناء الصوتي على العزف الآلي ليتسنى له بذلك تذوق معاني الشعر أما الآلة الموسيقية فلا مهمة لها إلا مرافقة الغناء الصوتي والتمهيد له
أما سبب هذا الفرق المتباين بين مقومات الموسيقى عند العرب والإغريق فمردّه إلى الوضع الجغرافي في الجزيرة العربية التي لم تسمح طبيعتها بظهور التراجيدية التي لا تنبت إلا في رقعة تولدت فيها الحضارة وألقت بظلالها على كل ما حولها.
في العصر الجاهلي سمي بالعصر الجاهلي لجهل العرب بتعاليم الإسلام، في الحقيقة لم تكن أيام جهل تام بل كانت بداية على حضارة ساعدت على الحفاظ على التراث العربي القديم.
يتفق علماء التاريخ على أن الرعيل الأول من العرب المهاجرين من بلاد العرب الجنوبية بدأ يتحرك حوالى القرن الثاني الميلادي. لذا بدأت الموسيقى العربية تزدهر وتنمو في مناطق ثلاث: سورية والعراق وغرب الجزيرة العربية. وكانت سورية في ذلك الوقت تحتفظ بالكثير من طابع الثقافة السامية[بحاجة لتوضيح]، كما كانت غسان مركزا له أهمية في الموسيقى العربية. وكان العراق غارقا في خضم الثقافة السامية. وفي غرب الجزيرة العربية برز النشاط الموسيقي في مركزين مهمين هما الحجاز ومكة المكرمة. وكانت سوق عكاظ ميداناً رحباً يتبارى فيه الموسيقيون والمغنون والشعراء ويقدمون أروع ما تجود به قرائحهم. أما مكة فقد كانت مركزا عقائديّاً تقام فيها الشعائر الدينية وكان الحجاج يفدون إليها وهم يغنون غناء فطريا سمي بالتلبية والتهليل.
لم يستخدم العرب الموسيقى في عباداتهم كما فعل الغرب، خصوصا أنهم قبل الإسلام لم يكن لديهم دين واحد يجمعهم. لذا فإن الموسيقى الدينية قبل الإسلام تكاد تكون مهملة. أما الموسيقى الدنيوية خلال تلك الفترة فقد كانت أكثر أهمية.
لعبت المرأة دوراً أساسياً في انتشار الموسيقى العربية قبل الإسلام، إذ كانت نساء القبائل يشتركن في موسيقى الأعياد العائلية أو القبلية بآلاتهن. وقد استمرت تلك العادات حتى أن هند بنت عتبة كانت على رأس بعض النسوة اللواتي كن يخففن متاعب السفر عن قريش في غزوة أُحد سنة 625 ميلادية بالأغاني ورثاء قتلى بدر بضرب الدفوف.
نجد إلى جانب هؤلاء السيدات طبقة معروفة بالقينات أو القيان تواجَدن في كل البقاع التي عاش فيها العربي، كشبه الجزيرة العربية وسورية والعراق. وقد ظهرت القيان في قصور الملوك وفي بيوت الأثرياء ورؤساء القبائل. كما ظهرن في الحانات وفي مضارب الخيام القبلية. كان اقتناؤهن مدعاة لفخر الأعرابي حيثما وجد، وكانت أهم صناعتهن العزف والغناء. وقبيل فجر الإسلام كان عبد الله بن جدعان أحد أشراف قريش يملك قينتين تسميان جرادتي عاد.
كانت الموسيقى في فترة ما قبل الإسلام مشابهة لتلك الموسيقى القديمة في الشرق الأوسط، ومعظم المؤرخين يتفقون أنه كان عند العرب أشكال مختلفة من الموسيقى في الفترة ما بين القرنين 5-7 م.الشعراء كانوا يلقون الشعر بنوطات عالية.
من أشهر الموسيقيين الجاهليين عرف عدي بن ربيعة شاعر بنو تغلب المشهور والذي لقب بالمهلهل بسبب صوته. وكان علقمة بن عبدة من الشعراء الذين غنوا المعلقات. وكان الأعشى ميمون بن قيس يطوف بجميع أرجاء الجزيرة العربية وبيده الصنج يغني الأشعار الرائعة التي وهبته مكانة بين شعراء المعلقات. وكان يسمى صناجة العرب. ومن المؤكد أن النصر بن الحارث، سليل قصي المشهور، كان من شعراء الجاهلية الموسيقيين.
أشهر المغنيات في عصر الأساطير: جرادتا بني عاد المشهورتان وكانتا تسميان تعاد وتماد. وكانت هزيلة وعفيرة مغنيتي بني جديس، القبيلة التي أفنت بني طسم. ومن المحتمل أن أم حاتم الطائي الشاعر المشهور كانت موسيقية. وكانت الخنساء شاعرة الرثاء المشهورة تغني مراثيها بمصاحبة الموسيقى. وكانت هند بنت عتبة التي تمثل السيدة العربية الجاهلية شاعرة وموسيقية.
كانوا يعتقدون بأن الجن أوحى بالشعر للشعراء وبالموسيقى للموسيقيين. أما الجوقة فكانت مساعد تعليمي حيث الشاعر يعلم الطلاب إلقاء الشعر. الغناء لم يكن للطبقة المثقفة وكان موكل به للنساء صاحبات الأصوات الجميلة اللواتي يتعلمن العزف على الالات الموسيقية التي كانت مستخدمة في ذلك العصر مثل الناي والعود والربابة والطبل، تؤدى الأغاني مع احترام التقطيع الشعري، المؤلفات كانت بسيطة وكل مغني يغني على (مقام- سلم) واحد.

#### الأدوات الموسيقية في الجزيرة العربية قبل الإسلام
تذكر المصادر عدداً من الادوات الموسيقية الوتريّة وغير الوتريّة التي استخدمت بمصاحبة الغناء في الجزيرة العربية قبل الإسلام. ومنها:
- المعزف: أداة موسيقية في اليمن[10] وتشبه القيثار.
- المعزفة: أداة موسيقية في الحجاز، ربما تشبه المعزف.
- ومن الأدوات الأخرى: الطنبور والجنك والمربع (آلة وترية ذات صدر مسطح، مربع الشكل).

العود: وكان العود العربي الأول مصنوع من الجلد وكان له أسماء مختلفة بناءاً على صنعته:
1. المزهر: أداة موسيقية في الجزيرة، والمزهر عود ذو بطن من الجلد.
2. البربط (وهو عودً فارسي)
3. الموتر: ـ من الوتر وربما تلفظ المُوَتَّرـ (ومعناه آلة من الأوتار) وهو يشبه العود ولكنه أقرب إلى المزهر لأن بطنه من الجلد.
4. الكران أو الكيران: وكان العازفون يضربون عليه بالإبهام (كالجيتار الحديث)، وقد أجمع أهل المعجمات العرب على تسميته بالعود لأنه يصنع من الخشب

#### الغناء العربي في العصر الجاهلي
عرفوه أول الأمر باسم الحداء وهو على 3 أنواع: النصب والسناد والهزج. النصب: هو غناء الركبان والفتيان ومنه أصل الحداء، السناد: هو الغناء الثقيل ذو الترجيع، الهزج: هو غناء خفيف الذي يرقص عليه.

### صدر الإسلام والفترة الأمويّة
وتورد المصادر أسماء مغنيّن ومغنيّات عربيّات بالفترة الأمويّة، منها:
سائب خاثِر (ت. 63 هـ / 682 م) هو أحد أئمة الغناة والتلحين عند العرب. ويقال بأنه أول صوت غني به في الإسلام من الغناء العربي المتقن
عزة الميلاء وكانت تغني في المدينة، وممن أشهر العازفات بـالمعزفة (الأداة الحجازية الشبيهة بالقيثار)، ثم تعلمت الغناء والعزف بالمزهر (عود بطنه من الجلد).

### الفترة العبّاسيّة
من أهمّ روّاد تلك الفترة: منصور زلزل (توفي 176هـ/791م)) مخترع عود اسمه عود الشبوط واهتم بالسلم الموسيقي فاستخرج درجة في المقام أو السلم الموسيقي سميت بوسطى زلزل. وكذلك صفي الدين الأرموي. وربما يكون زرياب من أشهر الموسيقيين بالعصر العباسي.

## الآلات الأساسية

### الآلات الوترية
- العود.
- القانون.
- الكمان.
- الربابة.
- السمسمية.
- المندولين.
- القيثارة.
- البزق.

### الآلات الهوائية
- الناي.
- المزمار.
- الأرغول.
- المجوز.

### الآلات الإيقاعية
- الدربكة.
- دوهول.
- رق.
- مزاهر.
- الصاجات.

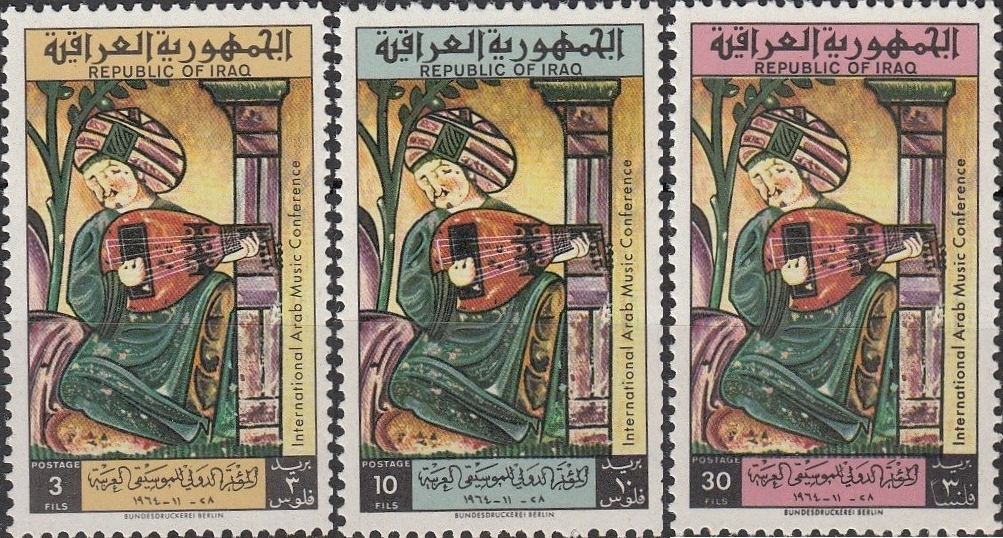
طَوابِع بَريدي عِراقية صَدرَت عام 1964 بمُناسبة اقامة المؤتمر الدولي للمُوسيقى العَربية فِي بَغداد.

بدأت الموسيقى العربية تطورها في النصف الثاني من القرن التاسع عشر، خصوصا في عهد الخديوي إسماعيل الذي كلف الموسيقار الإيطالي فردي بتأليف أوبرا عايدة وبناء دار الأوبرا المصرية بمناسبة افتتاح قناة السويس. واحتضن الخديوي عبده الحامولي الذي كان يغني في القصر. ومن تلامذة عبده الحامولي ظهر يوسف المنيلاوي وصالح عبد الحي والشيخ سلامة حجازي وسيد درويش. ثم تطورت الموسيقى المصرية والعربية وفن الغناء سريعا باستبدال التخت بالأوركسترا وإدخال آلات أوروبية لم تكن معروفة للمصريين والعرب، منها الكمان والكونترباص والبيانو وغيرها. ومن الأساتذة الذين خاضوا مضمار التطوير في مطلع القرن العشرين الفنان الكبير محمد عبد الوهاب، وفريد الأطرش، ومحمد فوزي، كما أبتكر الشيخ زكريا أحمد ورياض السنباطي الأغنية المطولة. وقدم كبار المطربين والمطربات الكثير من العطاء للموسيقى العربية، أمثال أم كلثوم وفيروز وعبد الحليم حافظ وأسمهان ووديع الصافي وصباح فخري وطلال مداح ووردة الجزائرية ومحمد عبده وصباح الشحرورة وناظم الغزالي. وبعضهم غنّى الأغنية المطولة مع الأوركسترا الكبيرة التي يصل عدد العازفين فيها أحيانا إلى الخمسين عازف، مثل كوكب الشرق أم كلثوم وعبد الحليم حافظ ونجاة الصغيرة وفايزة أحمد ووردة الجزائرية وسعاد محمد وعزيزة جلال.
المقام هو مجموعة الأصوات المحصورة بين صوت وتكراره (جوابه)، وتتميز المقامات
بعضها عن الآخر وذلك ناشئ عن اختلاف الأبعاد (المسافات الصوتية) بين الدرجات الموسيقية.
والبعد الواحد في الموسيقى الشرقية يرمز له برقم 4 أي ان:
مسافة 1 = 4 وبذلك فهي تنقسم إلى اربع مسافات لعل هذا ما يميز الموسيقى الشرقية عن نظيرتها الغربية التي لا تعترف بالتقسيم الرباعى للبُعد الواحد ويرون انه يمثل نشاذا موسيقيا.
خلاصة القول ان البعد الواحد في الموسيقى العربية =4 بينما البعد الواحد في الموسيقى الغربية =2 حيث ينقسم إلى أنصاف فقط دون أرباع.
تجتمع المقامات الرئيسية في كلمة (صنع بسحر) ص ن ع ب س ح ر وهي بالتفصيل:
- (ص) صبا: أكثر المقامات حزناً، وأصل كلمة «صبا» سرياني أي سابا، ومثال هذا المقام أغنية «هو صحيح الهوى غلاب» لأم كلثوم.

1-درجة ركوزه: الدوكاه (الرى) D.
2-أهم درجاته:
لعل أهم علامتين في في مقام الصبا هم علامة الدرجة الثانية والدرجة الرابعة.
3-مسافاتة:
3-3-2-6-2-4-4
الجنس الأول وهو جنس الصبا 3-3-2،
وهو أهم [[جنس (موسيقى)]] في هذا [[المقام (موسيقى)]] ولو اننا ظللنا نبحث عن عدد الاجناس الأخرى سنجد العديد منها حيث ان كل أربعة درجات متتابعة تشكل جنس أو مايطلق عليه في الموسيقى المقارنة التتراكورد وهو على سبيل الاختصار.
- (ن) نهاوند: هو المقام المتعارف عليه في الموسيقى الشرقية والغربية نسبة إلى مدينة النهوند ويسمى بالغرب مقام المينور Minor، ومثال هذا المقام هو مطلع أغنية «دارت الأيام» للسيدة أم كلثوم.

درجة ركوزة: الدو أو C.
أهم درجاته:
الدو - فا - صول
C - F - G
مسافاته:
موسيقى شرقية
4-2-4-4-2-4-4
- (ع) عجم: وهو المقام المتعارف عليه أيضا بين الشرق والغرب نسبة إلى بلاد العجم أو الفرس، ويستخدم كثيرا ً في غناء الكنائس. مثال هذا المقام موال «لح حلفك بالغصن يا عصفور» لوديع الصافي.

درجة ركوزة: العجم (دو) أو العجم عشيران (فا).
مسافاته:
4-4-2-4-4-4-2
- (ب) بَيَات: يمثل المقام الشعبي ومعناه الفرح أو السرور بالآرامية أو السريانية في كل بيت تتردد فيه العتابا والميجنا والأفراح. ومثاله أغنية الأفراح «دقوا المزاهر يالله وياهل البيت تعالوا».

درجة ركوزة: الدوكاه الرى D.
مسافاته:
3-3-4-4-2-4-4
- (س) سيكاه: وهو المقام الذي تقف عليه علامة الربع الشرقية أي الدرجة الثالثة بالفارسية، وهو أيضا يبعث السعادة للروح. مثاله أغنية «ليلة مبارح ماجانيش نوم» لسيد مكاوي التي هي من مقام الهزام، وهو مقام فرعي تركي الأصل مشتق من مقام السيكاه.

درجة ركوز المقامين الهزام والسيكاه: هي درجة السيكاه.
ودرجة السيكاه هي (المى) D الطبيعية مطروح منها ربع بعد.
مسافات السيكاه:
3-4-4-3-3-4-3
مقام الهزام:
3-4-2-6-2-4-3
- (ح) حجاز: مقام يبعث أيضا الدفء والفرح، وتسميته نسبة إلى إقليم الحجاز. مثال عليه أغنية «فوق ألنخل» للمطرب الراحل ناظم الغزالي وموشحة «لما بدا يتثنى» التي غنتها فيروز.

درجة ركوزة: الدوكاه - رى - D.
مسافاته:
2-6-2-4-2-4-4
- (ر) راسْت: متعارف عليه في المقامات الموسيقية العربية بأنه سيد المقامات، واسمه يعني المستقيم أو الصحيح باللغة الفارسية أو الكردية وليس رسي على شيء كما يقال. وقيل «إذا أردت الختام فرست». مثال هذا المقام أغنية «أروح لمين» ل«أم كلثوم».

هذه المقامات الأساسية التي تتفرع منها المقامات الأخرى على حسب الأبعاد الموسيقية في السلم الموسيقي وتصل تقريبا إلى 250 مقام. المفيد هو أنه يستطيع المرء فهم الأبعاد الموسيقية لهذه المقامات وليس فقط انشغاله بالأسماء المتعددة.
درجة ركوزة: الراست - دو - C.
مسافاته:
4-3-3-4-4-3-3

## تأثير الموسيقى العربية على الموسيقى الغربية

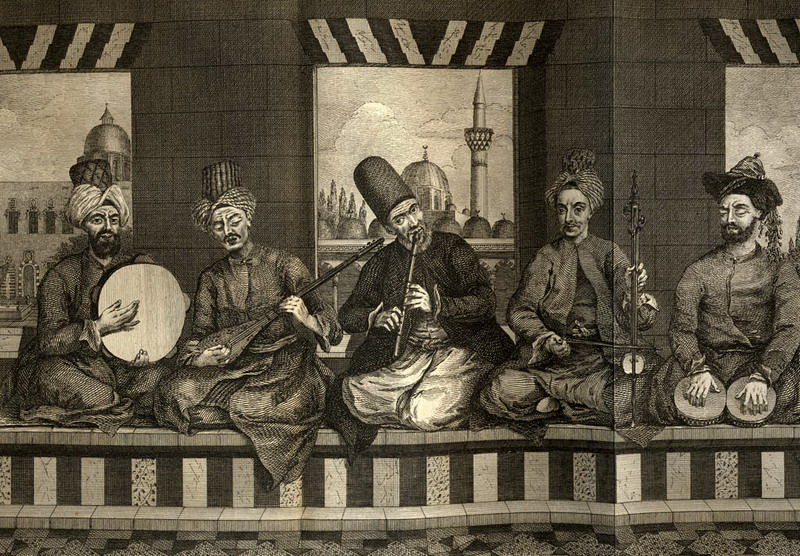
لوحة في منتصف القرن 18 توثّق فرقة حلبية تضم دفًا (أصل التامبورين)، طنبورًا (مبتكر العود)، نايًا، وكمانجيًا (جد الكمان) - تُظهر كيف شكّلت الآلات العربية أساسًا للعديد من الآلات الغربية.

قام (Ribera) وزملاؤه من المستشرقين، أمثال (Valencia) و (Provnal) و (Klut) و (Dozy) و (Gomez) وغيرهم من المفكرين ببحوث جبارة، وأوردوا أمثلة كثيرة من شعر ذلك العصر في كل من فرنسا وألمانيا وإنجلترا وإيطاليا والبرتغال وإسبانيا في مقارنة وموازنة بين تلك الأشعار وبين ما استحدث في الأندلس من نظام أشعار الموشحات والأزجال، مبرهنين بهذه الأمثلة ومستشهدين بها على أن ما استجد في أوروبا من أوزان الشعر إنما كان انعكاساً لما احتوته الأندلس من هذه الألوان المبتكرة. وقد أثبت هؤلاء المستشرقين أن بعض قوالب القصائد المسماة (بالاد–La Ballade) والأغاني العاطفية (La Chanson Coutroise) وغيرها من قصائد شعر التروبادور تتألف من أسماط وأجزاء تشبه إلى حد ما في ترتيبها أسماط الموشحات وأجزائها، وتتعدد فيها الأوزان والقوافي. وأن نظم شعراء التروبادور كان يعتمد في الأهم على الموسيقى والغناء، كما هو الشأن في الموشحات.
وتقول الباحثة الألمانية الدكتورة (Sigrid Honicke) في كتابها (شمس الله على الغرب – فضل العرب على أوروبا) ضمن فصل مسهب كتبته عن زرياب:
(إن موسيقى الغناء القديم، كان مثلها مثل الشعر القديم، لا تعرف الإيقاع بل تعتمد على مجرد الأوزان التي تنحصر في مقاطع طويلة وقصيرة. وإن أقدم موسيقى كنسية ترجع إلى العصور الوسطى لا تعرف الإيقاع ولا الميزان، وإنما تعتمد عادة على وحدات من النغمات متصلة لا يدخلها التوزيع الموسيقي، وذلك على نمط تقسيم الجمل الكلامية عن طريق الشولات وما إليها تقسيما منتظماً).
أما البناء الإيقاعي فهو شرقي أصيل. والإيقاع يساعد على خلق (الموسيقى محدودة الزمن) ويؤدي مباشرة إلى نظام المازورة (Misura) وقد يكون هذا هو أهم تراث موسيقي قدمه العرب لأوروبا، يعني (الموسيقى محدودة الزمن) التي أدت مباشرة إلى إيجاد المازورة. أما نظرية الموسيقى في المؤلفات الإسبانية العربية فقد ظهرت في المصنفات اللاتينية في القرنين الثاني عشر والثالث عشر.
وأما التراث الثاني الذي ورثته أوروبا في الموسيقى عن العرب فهو الزخرفة اللحنية العربية. ويلاحظ تمسك العرب في التأليف الموسيقي بالمبدأ الأفقي أي أن الموسيقى العربية لحنية لا تدخلها الهارموني المبنية على تآلفات رأسية. وهذا هو سر ميل العربي إلى الموسيقى الغنائية أكثر من ميله إلى موسيقى الآلات.
وتدين أوروبا إلى العرب في أكثر آلاتها الموسيقية، بعد أن أهدت لبيزنطة آلات الأرغن والقانون والجنك (الهارب- Harp). وقد جاءت كثرة هذه الآلات العربية عن طريق إسبانيا إلى أوروبا وما زالت محتفظة بأسمائها العربية. فمن الآلات الوترية: العود والقيثارة والمندولا والمندولين والطنبور والسنطور والقانون، ومن الآلات الوترية ذات القوس: الرباب. ومن آلات النفخ: النفير والناي والمزمار. ومن الآلات الإيقاعية: الصاجات والنقارة والدف والطبل وغيرها.
وربما كانت هذه الآلات هي التي دفعت الأوروبيين إلى معرفة الهارموني، وربما على العزف بالقوس لعدة أوتار في وقت واحد في أبعاد الرابعة والخامسة والجواب مما يناسب الميل الأوربي إلى التأليف العمودي، وقد دفعته إلى خلق الموسيقى الهارمونية.
ثم تستطرد الكاتبة في هذا البحث إلى ذكر أسماء طائفة من الأوروبيين قاموا بترجمة مؤلفات العرب من الموسيقى ممن أفادوا من مدرسة زرياب أو تلاميذها، إلى أن تقول:
(أما المقاطع: دو – ري – مي – فا – صول –لا التي يقال عنها أنها من وضع (جيدو الأريزي Guido Arrezze) حوالي عام 1026م وأنها عبارة عن أوائل مقاطع سطور ترنيمة يوحنا، فإن الواقع إن هذه المقاطع الموسيقية إنما اقتبست من المقاطع النغمية للحروف العربية: د – ر – م – ف – ص – ل (وتجمعها الكلمتان: در مفصل) وقد تم ذكر ذلك في البحث الذي قدمه العالم الإنجليزي هنري جورج فارمو. وهذه كثيرا ما نجدها في مصنفات موسيقية لاتينية مشتملة على كثير من المصطلحات العربية. وهذه المصنفات اللاتينية ترجع إلى القرن الحادي عشر، وقد عثر عليها في جبل كاسينو الذي كان يقيم فيه العرب.
وعادت الدكتورة سيجريد في فصل آخر من كتابها تشير إلى فضل زرياب على أوروبا من زاوية أخرى هي زاوية فن الغناء.
لقد انتشرت في جميع الممالك الأوروبية، ولاسيما البلاد الجنوبية منها آلات الموسيقى الأندلسية العربية. وكثير منها انتقل بأسمائها التي تنم عن اشتقاقها من أصل عربي كالعود والقيثارة والجيتار (Guitar) والناقورة (Nacaire) أو (Naker)، والدف (Adufe)، والصنوج (Sonajas) والرباب (Rebec) أو (Rubebe)، والنفير (Anafil) وجمعه أنفار (Fanfare) والطبل (Taber) أو (Tabel)، والقرن (Horn) أو (Corno) الخ.
ومعلوم أن الآلات الموسيقية لا تنتقل إلا ومعها موسيقاها. وهذا هو الواقع فإن أوروبا ظلت تحت غزو الموسيقى العربية وآلاتها، فنونها وعلومها، عدة قرون طويلة حتى بعد عصر الإصلاح. بل لقد ظل استعمال العود منتشراً فيها حتى القرن السابع عشر، حيث قضى عليه ظهور آلة البيانو وذيوعها لمناسبتها للموسيقى الأوروبية الحديثة بعد أن تطور فيها علم الهارموني وصار علماً على تلك الموسيقى.
أما الرباب ويرجع إلى العرب فضل إحياء هذا النوع من الآلات ذات القوس فقد انتقلت أيضا من الأندلس إلى أوروبا، وبخاصة إلى البلاد الجنوبية منها. وكان الفضل الأول في ذلك لزرياب ومدرسته وتلاميذه. ومنذ ذلك الوقت عرفت أوروبا لأول مرة الآلات الوترية ذات القوس، وكان ذلك حوالي القرن الحادي عشر. وهنا بداية ظهور أسرة الكمان. فقد صنع الفرنسيون آلة تماثل الرباب العربية سموها (Rubebe) أو (Rubella) كما صنع الإيطاليون نفس هذه الآلة وسموها (Rubece) أو (Rebec) وظاهر في كل هذه الألفاظ اشتقاقها من كلمة الرباب. ثم انتشرت تلك الآلات فعمت أوروبا في القرن الرابع عشر، وأخذ التغيير يتناولها شيئاً فشيئاً حتى آخر القرن الخامس عشر، فسميت تلك الآلات (الفيولا) ومعناها الوتر. وصنع منها على مرور الزمن أنواع مختلفة الحجم ثم تطورت الفيولا في منتصف القرن السابع عشر، وصنعت آلة أصغر منها قليلاً أطلق عليها اسم (فيولينه) أو (فيولينو)، تصغير فيولا (وتلك هي الآلة المعروفة لدينا الآن باسم آلة الكمان أو الكمنجة).
ومن الجدير ذكر ما قاله الدكتور (كورت زاكس Kurt Zachs) الأستاذ الأول في جامعة برلين لتاريخ الآلات الموسيقية، في محاضرة له عن تاريخ (البيانو) حيث استهلها بقوله:
(من الثابت أن جميع آلاتنا الموسيقية مصدرها الشرق، وقد انتقلت منه إلى إوربا بأكثر من طريق. والآلة الوحيدة التي كانت تعتز أوروبا بأنها من مبتكراتها هي آلة البيانو. ولكن ثبت أيضا أن هذ الآلة مصدرها عربي أندلسي. فإن أقدم لفظ أوروبي أطلق على هذه الآلة في اللغات الفرنسية والإنجليزية والإسبانية هو (Echiquier) وهو اللفظ العربي (الشقير) وكان يطلق حتى القرن الرابع عشر على آلة صغيرة ذات مفاتيح سوداء فبيضاء على التوالي توضع على المنضدة أثناء العزف، وتعتبر هذه الآلة إحدى الحلقات الأولى التي تطورت منها آلة البيانو. وإذ أن هذه التسمية ليس لها نظير في المشرق العربي، فالمعتقد أنها إحدى مبتكرات زرياب في الأندلس).
إننا لم نعرف في الأندلس، وقلَّ أن نعرف في غيرها من حَسَّن في الآلات، وزاد في الأوتار، وأنشأ في الألحان مثل زرياب. ولم يكن غيره في الأندلس يمكن أن يتصور اسناد هذا الابتكار إليه. سوى مُنشئ المدرسة، ومبتكر أساليب الغناء، والموحى بالجديد من الشعر والموشحات والأزجال.

## وصلات خارجية
- تاريخ الموسيقى العربية وتاريخ الموسيقى من المصادر والمخطوطات العربيّة
- موقع موالي أكبر تجمع موسيقى عربي
- موقع الموسيقى العربية